# Jean-Baptiste Muard

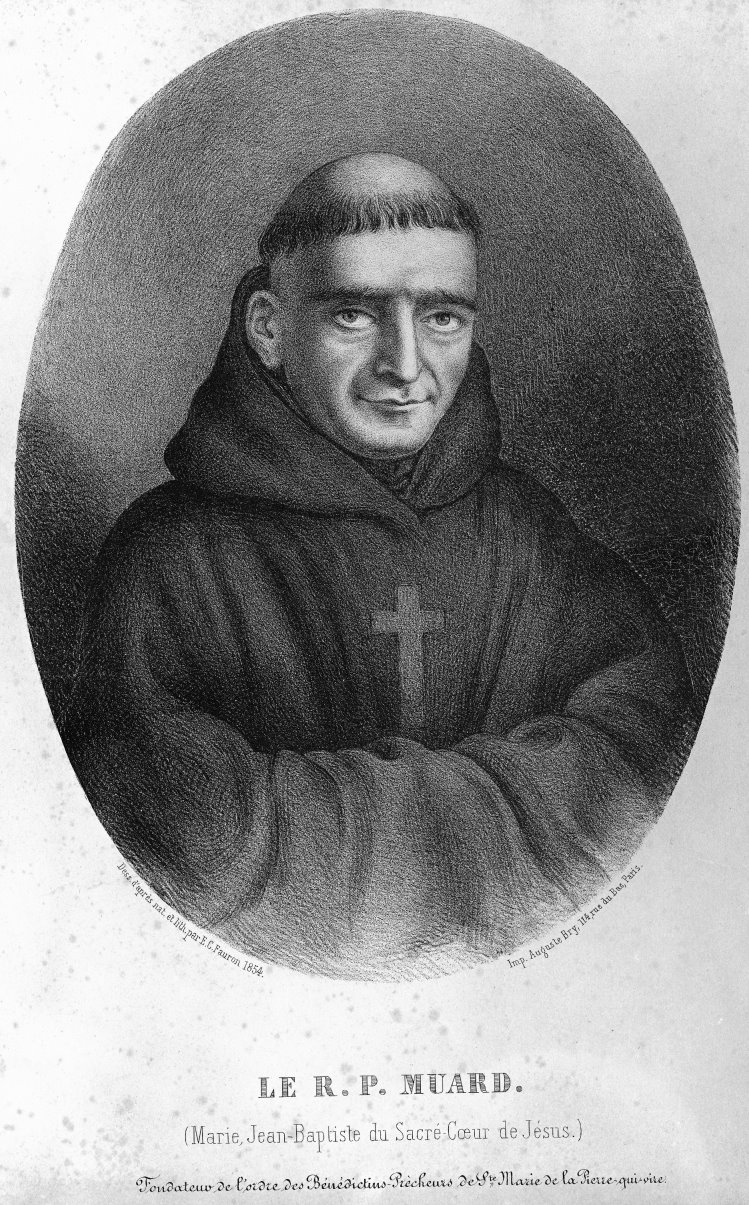
Darstellung von Jean-Baptiste Muard

Jean-Baptiste Muard OSB (* 29. April 1809 in Vireaux; † 19. Juni 1854 in Saint-Léger-Vauban) war ein französischer römisch-katholischer Geistlicher und Klostergründer. Er steht am Anfang der Abtei Pierre-qui-Vire.

## Leben und Werk

### Berufung zum Priestertum
Jean-Baptiste Muard war der älteste Sohn eines Holzhändlers und Sägereibesitzers. Seine Mutter war die Enkelin eines Schulrektors. Bestimmend für seine Berufung zum Priester war der junge Ortspfarrer, in dessen Schule Muard im Februar 1820 eintrat und der ihn auch später brieflich begleitete. 1823 wechselte Muard in das Kleine Seminar von Auxerre, wo er sich schnell hervortat, und 1831 in das Priesterseminar, wo er 1833 zum Studienmeister ernannt wurde.

### Mystische Berufung zur Heiligkeit
Am 24. Mai 1834 wurde Muard in Sens zum Priester geweiht und bis 1838 mit der Pfarre von Joux-la-Ville betraut, dann mit der Pfarrei Saint-Martin in Avallon. Dort hatte er am 13. Dezember 1839 ein mystisches Erlebnis, das ihm die Gewissheit vermittelte, er sei zur Heiligkeit verpflichtet. Der Rest seines relativ kurzen Lebens erschöpfte sich in der Suche nach dieser Heiligkeit.

### Volksmissionar in Pontigny
Als erstes sah Muard seine Aufgabe in der Volksmission im Erzbistum Sens. Von Oktober 1840 bis Mai 1841 ließ er sich dazu in Lyon von den dortigen Maristenpatres ausbilden, eine Zeit, in der er mit dem Pfarrer von Ars zusammentraf. Er pilgerte ein erstes Mal nach Rom und zog sich zur weiteren Vorbereitung auf die Mission für Exerzitien zu den Jesuiten von Lalouvesc zurück. Dann gründete er zusammen mit Jean-Pierre Bravard, dem späteren Bischof von Coutances, eine Gemeinschaft von Volksmissionspriestern, die späteren Edmunditen, und siedelte sie 1843 mit Unterstützung des Erzbischofs von Sens im wiederhergerichteten Kloster Pontigny an. Die Mitglieder nannten sich vorerst Prêtres auxiliaires (Hilfspriester) und wählten Muard auf sechs Jahre zu ihrem Oberen.

### Der Weg zur Klostergründung
Ab April 1845 verfolgte Muard die Idee einer regelrechten Ordensgründung, wobei ihm eine Lebensweise vorschwebte, die dem Ideal der Trappisten ähnlich war. Während einer geistlichen Einkehr erlebte er in der Kirche von Piffonds im Oktober 1845 eine religiöse Krise, an deren Ausgang er beschloss, sein Leben künftig in Demut, Armut und Kasteiung („humble, pauvre et mortifié“) zu verbringen. Auf der Suche nach einer geeigneten monastischen Lebensform verbrachte er 1847 drei Wochen im Trappistenkloster Sept-Fons und reiste 1848 mit zwei Mitbrüdern aus Pontigny nach Rom. Von dort gerieten sie aus Platzmangel nach Subiaco in das Benediktinerkloster Sacro Speco, dessen Oberer Elrado de Fazy ihnen eine Einsiedelei zur Verfügung stellte und ihnen die Benediktsregel ans Herz legte. Muard, der sie nicht kannte, war sofort angesprochen. In Gaeta kam es durch Vermittlung von de Fazy zu einer Begegnung mit Papst Pius IX., der das Gründungsprojekt befürwortete. Auf der Rückreise von Rom hielten sie sich im Februar 1849 in der Trappistenabtei Aiguebelle auf und trafen mit Abt Orsise Carayon zusammen, der das klösterliche Leben tiefgreifend reformiert hatte.
Nachdem ein Ort mit der nötigen Abgeschiedenheit auf dem Gebiet der Gemeinde Saint-Léger-Vauban am Ufer des Baches Trinquelin gefunden war (die Gemarkung hieß La Pierre-qui-Vire) und Muard von Oktober 1849 bis April 1850 in Aiguebelle ein inoffizielles Noviziat abgeleistet hatte, legten er und vier Mitbrüder am 3. Oktober 1850 im Beisein von 2000 Gläubigen ihre Gelübde ab und begannen mit dem Klosterbau, der 1851 fertiggestellt wurde und 17 Zellen enthielt. Der Konvent war vorerst in keine andere Kongregation eingegliedert, nannte sich aber „Benediktiner vom Heiligsten Herzen Jesu und Mariens“ (Bénédictins des Sacrés-Coeurs de Jésus et de Marie), worin sich widerspiegelt, dass Muard seine Gemeinschaft am 9. Oktober 1849 in Paray-le-Monial der heiligen Marguerite-Marie Alacoque anvertraut hatte.

### Frühe Berühmtheit des Klosters
Das Kloster gelangte ob seiner mittelalterlich anmutenden Observanz und der Ausstrahlung seiner Mönche (1854 waren es 20), allen voran Muard, zu rascher Berühmtheit, vor allem seitdem Charles de Montalembert im Februar 1851 den Konvent entdeckte und den Fund seinem weitgespannten Bekanntenkreis mitteilte. Ebenso machte der prominente Bischof von Orléans, Félix Dupanloup, nach einem Besuch des Klosters im Herbst 1851 seine Begeisterung vielen bekannt.

### Tod und Rezeption
Der weiterhin rastlos wirkende und reisende Muard bekam am 14. Juni 1854 überraschend Fieber und starb vier Tage später, im Alter von 43 Jahren, in seinem Kloster. 130 Priester erwiesen dem Verstorbenen am 11. Juli in Pontigny die letzte Ehre. 1855 erschien die erste Biographie durch seinen Freund Louis Brullée (1814–1863), die auch ins Deutsche übersetzt wurde. Sie trug erheblich dazu bei, Muards klösterliches Ideal des totalen Verzichts attraktiv zu machen. Der Weltpriester Jean-Joseph Ader (* 1816 in Vic-en-Bigorre; † 1878), Pfarrer von Bartrès bei Lourdes, war ein betonter Bewunderer von Muard. Ader war die erste prägende Priesterfigur im Leben von Bernadette Soubirous, die Brullées Buch nach ihrem Klostereintritt in Nevers lesen und teilweise abschreiben wird.
Das 1867 eingeleitete Seligsprechungsverfahren wurde 1880 vom Vatikan abschlägig beschieden. Unweit der Kirche von Saint-Léger-Vauban wurde Muard eine Statue errichtet.

### Entwicklung der Kongregation
Muards Nachfolger für 30 Jahre, Bernard Moreau (Oberer von 1854 bis 1884), gelang es nicht, das ihm hinterlassene Provisorium als eigene Kongregation zu errichten, weil die vatikanische Religiosenkongregation die in Pierre-qui-Vire befolgte Observanz für zu streng hielt. 1859 kam es deshalb zur Eingliederung in die von Pietro Casaretto gegründete Kongregation von Subiaco. Alle heute existierenden Männerklöster der französischen Provinz dieser Kongregation gehen mehr oder minder auf Pierre-qui-Vire zurück. 1875 wurde die heutige Abtei von Landévennec als Kloster Kerbénéat in Plounéventer gegründet (Wechsel 1950). Gleichzeitig begann die Abtei Belloc in Urt mit drei von Pierre-qui-Vire ausgebildeten Novizen. 1890 wurde in Dourgne die Abtei En-Calcat gegründet, aus der 1934 das Kloster Madiran hervorging, das seit 1952 in Tournay ansässig ist. Die Abtei Fleury in Saint-Benoît-sur-Loire wurde 1944 gegründet, nachdem die 1865 begonnenen Versuche, ebenso wie die in Béthisy-Saint-Pierre, gescheitert waren. Die Abtei Sainte-Madeleine in Le Barroux wurde dort 1978 von Gérard Calvet gegründet, einem Mönch von Tournay. Schließlich geht das Priorat Chauveroche (1980) in Lepuix direkt auf Pierre-qui-Vire zurück.

#### Die Frauenklöster
Nicht zu vergessen ist auch, dass sich in Belloc und in En-Calcat jeweils in unmittelbarer Nähe Frauenklöster ansiedelten, in Belloc das Benediktinerinnenkloster Sainte Scholastique (Urt), das mit Belloc gemeinsam unter dem Namen Abbaye Belloc et Urt im Internet auftritt, sowie in En-Calcat die Abtei Sainte-Scholastique (Dourgne) mit eigenem Internetauftritt. Die Frauenklöster waren in der Zeit der Vertreibung der Männerkonvente (von 1903 bis 1925) ein wichtiges Element der Kontinuität. Das Benediktinerinnenkloster von Dourgne hat zudem in der Benediktinerinnenabtei Pesquié in nur 100 km Entfernung ein sehr vitales Tochterkloster. Das Modell des Doppelklosters wurde auch in Le Barroux wirksam, wo sich der Männerabtei die Frauenabtei Abbaye Notre-Dame-de-l'Annonciation du Barroux hinzugesellte.

## Werke (postum)
- Dieu qui m’appelle. La Pierre-qui-Vire 2000.